# 悲劇的序曲
『悲劇的序曲』（ひげきてきじょきょく、独：Tragische Ouvertüre）作品81は、演奏会用序曲として1880年にヨハネス・ブラームスによって作曲された管弦楽のための楽曲である。

## 作曲の背景
1879年にブラームスはブレスラウ大学の哲学科から名誉博士号を与えられ、翌1880年の夏、推薦人のひとりであった指揮者のベルンハルト・ショルツの薦めから感謝の印にと『大学祝典序曲』を保養地バート・イシュルで書き進めていた。この際、彼はこの陽気な「笑う序曲」と対になる「泣く序曲」（どちらも友人ライネッケ宛書簡の中でのブラームス自身の記述）を書こうと考え、同時にこの『悲劇的序曲』も作曲した。タイトルについてはショルツ宛の書簡（同年9月4日の書簡）で逡巡した様子も見せているが、最終的にブラームス自身が命名している。
同年の9月13日にその日が誕生日だったクララ・シューマンとの連弾で両曲を披露しているため、8月中にはどちらも作曲を終えていたものと推測されている。
その題名および劇的な構成から、交響詩のように何らかの題材となったものがあるのかとも感じさせるが、ブラームス自身は「何らかの具体的な悲劇を題材として想定したものではない」とそれを否定している。なおブラームスが遺したスケッチや草稿の研究では、作曲の10年以上前になる1860年代の末には、既にこの曲のスケッチが出現していることがわかっている。

## 初演
1880年12月26日、ウィーン楽友協会大ホールにてハンス・リヒター指揮、ウィーン・フィルハーモニー管弦楽団による。

## 構成
Allegro non troppo - Molto più moderato - Tempo primo ma tranquillo
演奏時間は約12分から14分。自由なソナタ形式。展開部と再現部第1主題部が融合した独特のソナタ形式（第1主題の再現→展開部→推移主題の変形→第2主題再現となっている）をとる。これはブラームスが交響曲第1番や交響曲第3番の第4楽章などで使用した形式である。
Allegro non troppoニ短調 2/2拍子で、全合奏の和音が2つ奏されてから第1主題が提示される（譜例1）。変イ長調に転じると推移主題（1回目の提示はブラームスがこの手の主題を好んで割り当てたトロンボーンが奏する）が柔和に現れる（譜例2）。その後第2主題がヘ長調で提示される（譜例3）。さらに第1主題と同様に激しいコデッタ主題が情熱的な高揚を見せて続く。やがて第1主題が再現され、Molto più moderato 4/4拍子で、行進曲風に進行する。その後、経過主題、第2主題、コデッタと提示部どおりに再現される。コーダは第1主題で高揚し、最後はニ短調で力強く結ばれる。
なお、3年後に発表される交響曲第3番は、その楽想や動機・構成に共通性がある点が指摘されることもある。
譜例1
譜例2
譜例3

## 楽器編成
ピッコロ1、フルート2、オーボエ2、クラリネット2、ファゴット2、ホルン4、トランペット2、トロンボーン3、チューバ1、ティンパニ1対、弦五部（第1ヴァイオリン、第2ヴァイオリン、ヴィオラ、チェロ、コントラバス）